# チャロアイト
チャロアイト (charoite) は、ロシア連邦サハ共和国を流れるチャロ川で調査・発見され、1978年に鉱物学者ベーラ・ロゴワ女史の研究の成果によって認定された新鉱物。世界三大ヒーリングストーンの一つとされる。

## 性質・特徴
化学組成は K(Ca,Na)2Si4O10(OH,F)・nH2Oで、微量の水を含む。モース硬度は5～6。比重は2.54～2.58。薄紫色の彩色は不純物のマンガンに起因するものであり、その他の不純物としてはバリウム、ストロンチウム、希土類元素などが含まれる。145万年～1億2500万年前に生成されたと推定されている。

## 産出地
ロシア連邦サハ共和国にあるムルン山塊でのみ産出される。ただ、その希少性から乱掘されているといわれ、鉱床が枯渇するのも時間の問題と思われる。

## 用途
新鉱物として認定される以前より彫刻素材として利用されてきたが、近年ではパワーストーンとして注目を集め、宝石としての硬度はやや低いがルースとしての需要もあり、チャロアイトを使った装飾品が作られている。

## 名前の由来
発見された場所がチャロ川であったことからチャロアイトと命名された。また、ロシア語で魅惑を意味するcharoという言葉も命名の由来になったという説がある。

## パワーストーン
上述の通り、スギライト、ラリマーとともに世界三大ヒーリングストーンの一つとされ、パワーストーン愛好家に人気がある。